# Klövtjärnarna (Malå socken, Lappland, 724111-163088)
Klövtjärnarna är en sjö i Malå kommun i Lappland och ingår i Skellefteälvens huvudavrinningsområde.